# Hak Yolu
Hak Yolu es una película dramática de 1970 producida entre Irán y Turquía, dirigida por Mahmoud Koushan y protagonizada por Cüneyt Arkın, Cihangir Gaffari, Niloofar (Shahin Khalili), Mansoon Matin y Morteza Ahmadi.

## Sinopsis
Ali obtiene un trabajo y, a fuerza de dedicación y paciencia, logra un importante ascenso y termina convirtiéndose en el gerente de la empresa, además de ganarse el amor de Meltem. Sin embargo, esto no es del agrado de su primo Cihangir y de su padre, quienes en cambio están totalmente arruinados y quieren vengarse a como dé lugar de Ali.

## Reparto
- Cüneyt Arkın es Ali
- Cihangir Gaffari es Cihangir
- Shahin Khalili (Niloofar) es Meltem